# Medal of Honor: Allied Assault: Spearhead
Medal of Honor: Allied Assault Spearhead es una expansión para el galardonado videojuego Medal of Honor: Allied Assault.
Medal of Honor: Allied Assault: Spearhead resulta ser un juego corto que solo tiene 3 misiones menos que el original.
Se ubica en los años 1944-1945 jugando con el Sargento Jack Barns, de la 101.ª División Aerotransportada. El juego tiene muchas armas nuevas, buenos escenarios y nuevos personajes.
Medal of Honor: Allied Assault Spearhead (MOHAAS), hace recordar a algunas de las batallas más importantes de la Segunda Guerra Mundial y la decadencia de la Alemania nazi, desde la operación aerotransportada en Normandía (antes del desembarco) hasta la caída de Berlín, ayudando al Ejército Rojo.

## Misiones y objetivos
El juego solo posee 3 misiones históricas con un número de entre 2 o 4 niveles, cada uno. Estos son los objetivos de cada misión.
Atención: Al completar un objetivo oculto, se puede obtener una medalla.
Misión 1: Operación Overlord 
- Nivel 1:Salta en paracaídas en territorio enemigo, elimina las posiciones antiaéreas y reunete con los paracaidistas británicos.

- Nivel 2:Destruye las baterías antiaéreas alemanas de Flak 88 mm y cruza el río.

- Nivel 3:Elimina a un coronel alemán, destruye un tanque Tiger con un Flak 88, destruye el Flak 88, recoge los explosivos lanzados por un C-47, destruye el centro de comunicaciones del pueblo y destruye el puente antes de que el tren de carga lo cruce.

Advertencia: Es necesario que el capitán siga vivo, en toda la misión.
Misión 2: Batalla de las Ardenas 
- Nivel 1:Destruye 4 Nebelwerfer, entra en el depósito alemán y entra en el camión de municiones. Objetivo opcional oculto: Destruye todos los Panzer.

- Nivel 2:Escolta el camión de municiones hasta las líneas aliadas.

- Nivel 3:Repórtate ante el capitán para obtener órdenes, busca al médico, dirige al médico hacia el capitán, mantén la primera línea sin que ningún alemán los cruce, dirígete a la segunda línea y mantén la posición (busca un Panzerschreck en el suelo, para destruir los Panzer), regresa a la primera línea y detén la última oleada alemana.

- Nivel 4:Cruza la línea alemana a salvo, busca al capitán, despeja la iglesia, sigue al capitán, despeja y usa el Flak 88 (o el Panzercheck) para destruir el Panzer, sigue al capitán y despeja el hotel, encuentra al capitán y derriba el Stuka (Ju 87) con la batería antiaérea, situada cerca del capitán.

Misión 3: Berlín 
- Nivel 1:Detén el contraataque alemán, entra en Berlín, encuentra un avión aliado derribado, recoge el mapa del avión, busca el edificio de la cancillería, entra en el edificio, encuentra los documentos de agentes dobles, busca la combinación de la caja fuerte (que contiene los documentos), abre la caja fuerte, recoge los documentos, sal del edificio por la parte trasera y recupera el tanque T-34 soviético, robado por los alemanes.

Objetivo opcional oculto:Destruye todos los vehículos alemanes del nivel como te sea posible.
- Nivel 2:Conduce hacia las líneas soviéticas (en las afueras de Berlín), destruye el puente alto (que está al lado del puente bajo), reúnete con los soviéticos, resiste el contraataque alemán hasta que un avión soviético destruya el puente bajo.

## Personajes
- Sargento Jack Barnes: protagonista del juego y miembro de la 101.ª División Aerotransportada estadounidense.
- Wilson: soldado de la 6ª División Aerotransportada inglesa.
- Galloway: soldado de la 6ª División Aerotransportada inglesa.
- Capitan 1: capitán inglés que te acompaña en Normandía.
- Capitán 2: capitán de la 101.ª en Bastogne. Te ayudará a limpiar una iglesia.

- Datos: Q588913